# Bryce Alford
Bryce Michael Alford (ur. 18 stycznia 1995 w Manchesterze) – amerykański koszykarz, występujący na pozycjach rozgrywającego lub rzucającego obrońcy, od 2023 zawodnik Krajowej Grupy Spożywczej Arki Gdynia.
W 2013 otrzymał nagrodę dla najlepszego zawodnika szkół średnich stanu Nowy Meksyk (New Mexico Gatorade Player of the Year). Został też zaliczony do I składu Parade All-American.
Został pierwszym zawodnikiem w historii klubu Bruins, który zakończył karierę akademicką z dorobkiem co najmniej 1700 zdobytych punktów i 500 asyst. Poprawił też rekord Jasona Kapono (317 w latach 2000–2003) w liczbie celnych rzutów za 3 punkty, trafiając 329 razy jako zawodnik UCLA. 
W 2017 reprezentował Golden State Warriors podczas rozgrywek letniej ligi NBA w Las Vegas. Rok później występował jako gracz Indiana Pacers. W 2018 rozegrał też kilka spotkań przedsezonowych z Oklahoma City Thunder.
13 października 2022 dołączył do zespołu Enea Zastalu BC Zielona Góra. 19 listopada 2023 został zawodnikiem Krajowej Grupy Spożywczej Arki Gdynia.
Jest synem byłego koszykarza NBA – Steve'a Alforda.

## Osiągnięcia
Stan na 21 listopada 2023, o ile nie zaznaczono inaczej.

### NCAA
- Uczestnik:
  - rozgrywek Sweet 16 turnieju NCAA (2014, 2015, 2017)
  - meczu gwiazd NCAA – Reese's College All-Star Game (2017)
  - turnieju Portsmouth Invitational Tournament (2017)
- Mistrz turnieju konferencji Pac-12 (2014)
- Zaliczony do:
  - I składu:
    - Pac-12 (2017)
    - najlepszych debiutantów Pac-12 (2014)

  - składu honorable mention Pac-12 (2015, 2016)
- Zawodnik kolejki konferencji Pac-12 (16.01.2017)
- Lider Pac-12 w:
  - skuteczności rzutów za 3 punkty (2015 – 39,1%, 2017 – 43%)
  - liczbie celnych rzutów za 3 punkty (2015 – 93, 2017 – 116)
  - średniej rozegranych minut (2016 – 36,2)

### Indywidualne
- MVP kolejki EBL (24 – 2022/2023)[8]
- Zaliczony do I składu kolejki EBL (24 – 2022/2023)[9]

### Reprezentacja
- Uczestnik amerykańskich kwalifikacji do mistrzostw świata (2017 – 2. miejsce)